# КБ-6 Матајур
КБ-6 Матајур је једнокрилни троседи лаки туристичко-спортски авион мешовите, претежно дрвене конструкције са неувлачивим класичним стајним трапом. Производио се у авио-радионици Летов у Љубљани (Словенија).

## Пројектовање и развој
Група словеначких конструктора са Душаном Ценером на челу, која је пре овог пројекта радила на пројекту ваздухопловне једрилице КБ-2 Ударник и уз подршку професора др Антона Кухеља, окупљених у Леталском конструкторском бироу у Љубљани конструисали су двоседи туристичко-спортски авион под ознаком КБ-6 чији прототип је полетео 4. јуна 1952. године на љубљанском аеродрому Брник. Пробни пилот је био Златко Рендулуић пробни пилот ВОЦ-а (Ваздухопловни опитни центар из Батајнице). Авион је имао четвороцилиндрични мотор Рене (Régnier) 4L00 снаге 100 kW (130 КС).
По успешно окончаним испитивањима 1953. године покренута је његова производња у малом броју примерака у авио-радионици „Летов” уз истовремено усавршавање, тако да се 1954. појавила и троседа верзија КБ-6Т Матајур Трисед са јачим мотором Валтер Минор Walter Minor J-W-6/III снаге 118 kW (158 КС).
Избор овог мотора је био изнуђен јер се тада у Југославији производио само тај мотор по чешкој лиценци. Код овог авиона он је правио проблеме са хлађењем јер су задња два цилиндра од укупно 6 имала лоше хлађење а повећан број обртаја је правио проблем са елисом. То се одразило на преформансе летелице (види се из табеле карактеристика КБ-6 и КБ-6Т) као и на век трајања мотора.
Даљи развој ове летелице је био усмерен на решавање проблема са моторим. После неколико година појавио се авион са називом Либис 160, 185, 210 са моторима Lycoming где број уз назив авиона означава снагу уграђеног мотора у KS. Најпопуларнији од ових авиона је био Либис 185 са мотором Lycoming 0-435-1. Промена назива авиона је последица промене назива фирме Летов која се сада скраћено назива ЛИБИС од (Леталски институт "Бранко Иваниш" Словенија).

### Технички опис
Авион КБ-6 Матајур је једнокрили, нискокрилни, двоседи једномоторни авион мешовите конструкције. Труп му је неправилног елиптичног попречног пресека. Корен крила је саставни део трупа авиона - центроплан. Авион је био опремљен ваздухом хлађеним линијским четвороцилиндричним мотором, Рене (Régnier) 4L00 снаге 100 kW (130 КС). Пошто су код ових мотора цилиндри били окренути надоле (висећи), нису заклањали поглед пилоту. Издувне цеви из цилиндара мотора су изведене кроз капотажу мотора на трбух авиона. На вратилу мотора је била причвршћена двокрака, вучна, дрвена елиса, непроменљивог корака и пречника 1,95 m.
Носећа структура трупа авиона је била направљена као дрвена конструкција а оплата је била од дрвене лепенке. Носач мотора је био од заварених челичних цеви. Предњи део трупа где се налазио мотор, био је пресвучен алуминијумским лимом. Приступ мотору је једноставан а његово расклапање и склапање врло лако.
У трупу се налазила кабина са два седишта постављена једно поред другог. Кабина је била затворена покривена великим поклопцем од плексигласа састављен од три дела (ветробран, покретни део поклопца-шибер и задњи део). Шибер поклопац се отварао померањем уназад. Авион је имао дупле команде, а јединствену инструмент таблу су користила оба пилота. Резервоар са горивом се налази иза левог пилотског седишта а додатни (резервни) резервоар се налази између заштитног зида иза  мотора и инструмент табле.
Крила су била дрвене конструкције, трапезастог облика са заобљеним крајем, имала су две рамењаче а обложена дрвеном лепенком док су крилца обложена импрегнираним платном. Корен и средишњи део крила има аеропрофил NACA 2415 а врх крила SAD 35B. Оса крила је била управна на осу авиона. Конструкције репних хоризонталних и вертикалног стабилизатора су обложена лепенком а кормила висине и правца су била обложена импрегнираним платном.
Aвион је имао класичан неувлачећи стајни трап са два точка опремљена гумама ниског притиска (балон гуме) напред и клавирски гумени точак на репу авиона као трећу ослону тачку авиона. Предњи точкови су били опремљени хидрауличним кочницама. Стајни орган је био направљен од заварених челичних цеви, класичан фиксан са независним ногама, у ногама стајног трапа су били уграђени уљни амортизери. На стајни орган се веома лако могу монтирати скије или пловци.

### Варијанте авиона
- КБ-6 Матајур двосед - Са четвороцилиндричним мотором Rene (Regnier) 4L00 снаге 100 kW, произведен 1 ком..
- КБ-6Т Матајур трисед - Са шестоцилиндричним мотором Валтер Минор (Walter Minor) J-W-6/III снаге 118 kW, произведено 8 комада.
- Либис 160, 185, 210 - Даљи развој модела КБ-6Т, са моторима Lycoming. Произведено је 11 комада.

## Карактеристике
Карактеристике наведене овде се односе на авионе КБ-6 Матајур а према изворима
| Карактеристике | КБ-6 Матајур двосед | КБ-6Т Матајур трисед |
| -------------- | --- | --- |
| Мотор          | Рене (Régnier) 4L00, 136 KS | Walter Minor J-W-6/III, 160 KS |
| Перформансе    | - максимална брзина 222 km/h - крстарећа брзина 200 km/h - макс.брзина пењања 3,6 m/s - плафон 4.500 m - долет 820 km - акробатске способности: има                                           | - максимална брзина 225 km/h - минимална брзина 170 km/h - макс.брзина пењања 2,3 m/s - плафон 3.500 m - долет 550 km - акробатске спосбности: нема                                           |
| Димензије      | - размах крила 10,60m - дужина 8,36m - висина 2,15m - површина крила 14,00m² - аеропрофил крила: корен NACA 2415 врх SAD 35B - виткост 8 - диедар 5,50° - макс. оптеречење крила; 70,00 kg/m² | - размах крила 10,60m - дужина 8,36m - висина 2,15m - површина крила 14,00m² - аеропрофил крила: корен NACA 2415 врх SAD 35B - виткост 8 - диедар 5,50° - макс. оптеречење крила; 81,00 kg/m² |
| Маса           | - сопствена 659 kg - носивост 320 kg - полетна 979 kg - снага оптерећења 7,2 kg/KS | - сопствена 712 kg - носивост 422 kg - полетна 1134 kg - снага оптерећења 7,0 kg/KS |

## Оперативно коришћење
Авион је био веома погодан за основну обуку пилота јер су стабилност и управљивост током свих фаза лета били задовољавајући а превучени лет са падом у ковит врло благи. Све верзије овог авиона могле су се користити и за панорамско летење, вучу једрилица и бацање падобранаца. Иако овај авион никада није коришћен у ЈРВ - Југословенском ратном ваздухопловству, шест их је уписано у војни регистар, а сви произведени примерци коришћени су искључиво у аероклубовима Ваздухопловног савеза Словеније. Туристичка примена овог авиона је ограничена с обзиром на два односно три седишта у кабини. У току експлоатације мотори Walter Minor су замењивани моторима Lycoming који су се показали као много бољи.

## Сачувани примерци
Један примерак авиона КБ-6 Матајур (регистрације YU-CFD, фабрички број 177) изложен је у сталној поставци Ваздухопловног музеја на аеродрому "Никола Тесла" у Београду и то је једини сачувани примерак. Овај авион је коришћен у Аероклубу Цеље до расходовања а онда је 1968. године преузет за музејску збирку.

## Земље које су користиле овај авион
- Југославија
- Словенија